# Даніло Марселіно
Даніло Марселіно (порт. Danilo Marcelino; нар. 8 березня 1966) — колишній бразильський тенісист.
Найвищу одиночну позицію світового рейтингу — 91 місце досяг 7 жовтня 1991, парну — 73 місце — 17 липня 1989 року.
Найвищим досягненням на турнірах Великого шолома було 3 коло в парному розряді.

## Фінали Гран-прі за кар'єру

### Парний розряд: 1 (0–1)
| Результат | W/L | Дата     | Турнір      | Покриття | Партнер       | Суперники              | Рахунок  |
| --------- | --- | -------- | ----------- | -------- | ------------- | ---------------------- | -------- |
| Поразка   | 0–1 | Тра 1989 | Рим, Італія | Ґрунт    | Мауру Менезіс | Джим Кур'є Піт Сампрас | 4–6, 3–6 |

## Титули на челленджерах

### Одиночний розряд: (3)
| Ранг | Рік  | Турнір                       | Покриття | Суперник          | Рахунок       |
| ---- | ---- | ---------------------------- | -------- | ----------------- | ------------- |
| 1.   | 1988 | Сантус (Сан-Паулу), Бразилія | Ґрунт    | Марсело Геннеманн | 6–3, 3–6, 6–3 |
| 2.   | 1988 | Lins, Бразилія               | Ґрунт    | Фернандо Роезе    | 6–3, 6–3      |
| 3.   | 1993 | Каракас, Венесуела           | Тверде   | Мартін Блекмен    | 6–4, 7–5      |

### Парний розряд: (6)
| Ранг | Рік  | Турнір                       | Покриття | Партнер           | Суперники                         | Рахунок       |
| ---- | ---- | ---------------------------- | -------- | ----------------- | --------------------------------- | ------------- |
| 1.   | 1986 | Knokke, Бельгія              | Ґрунт    | Ектор Ортіс       | Ален Брішан Ян Ванланґендонк      | 6–4, 6–7, 6–3 |
| 2.   | 1988 | Сантус (Сан-Паулу), Бразилія | Ґрунт    | Мауру Менезіс     | Франсіско Клавет Хосе Клавет      | 3–6, 6–1, 6–2 |
| 3.   | 1988 | Бразиліа, Бразилія           | Тверде   | Мауру Менезіс     | Рікардо Асіолі Дасіу Кампос       | 4–6, 7–6, 7–5 |
| 4.   | 1991 | Форталеза, Бразилія          | Ґрунт    | Нелсон Аертс      | Олівер Фернандес Херардо Мартінес | 6–3, 6–4      |
| 5.   | 1993 | Сан-Паулу, Бразилія          | Ґрунт    | Фернандо Мелігені | Мартін Блекмен Гастон Етліс       | 6–1, 7–5      |
| 6.   | 1994 | Белу-Оризонті, Бразилія      | Тверде   | Нелсон Аертс      | Отавіу Делла Марселу Саліола      | 7–5, 6–3      |